# Рок Тичар
Рок Тичар (словен. Rok Tičar — Јесенице, 3. мај 1989) професионални је словеначки хокејаш на леду који игра на позицијама централног нападача.
Члан је сениорске репрезентације Словеније за коју је на међународној сцени дебитовао на светском првенству 2009. (турнир прве дивизије). Био је део словеначког олимпијског тима на њиховом дебитантском наступу на олимпијском турниру, на ЗОИ 2014. у Сочију.
Од 2014. игра у КХЛ лиги, прво за Слован из Братиславе, а од 2016. и за Автомоблисти из Јекатеринбурга. Двоструки је првак Словеније са екипом Јесеница (у сезонама 2009/10. и 2010/11).